# Emmanuel Félémou

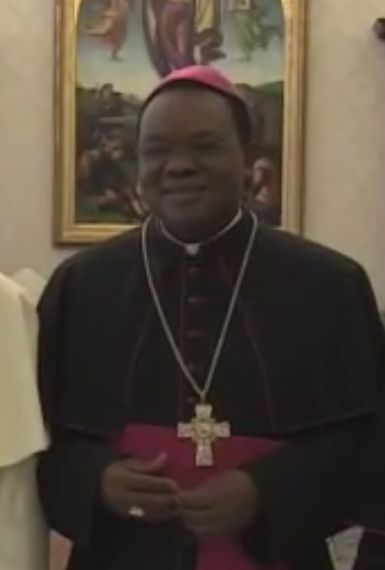
Emmanuel Félémou (2014)

Emmanuel Félémou (* 24. Dezember 1960 in Kolouma; † 1. März 2021 in Kankan) war ein guineischer Geistlicher und römisch-katholischer Bischof von Kankan.

## Leben
Emmanuel Félémou besuchte zunächst das Kleine Seminar in Kindia und von 1974 bis 1980 das Kleine Seminar Saint Eugène de Samoé in Nzérékoré. Anschließend studierte er zwei Jahre Tiermedizin in Beyla. 1982 absolvierte Félémou ein Theologisches Propädeutikum am Seminar Saint Joseph in Bouaké in der Elfenbeinküste, bevor er von 1983 bis 1989 Philosophie und Katholische Theologie am Priesterseminar Coeur Sacré de Marie d’Ayama studierte. Félémou empfing am 19. November 1989 das Sakrament der Priesterweihe für das Bistum Nzérékoré.
Von 1989 bis 1992 war Emmanuel Félémou als Vizerektor sowie als Lehrer für Latein, Altgriechisch und Philosophie am Kleinen Seminar Saint Eugène de Samoé tätig, bevor er Pfarrvikar der Pfarrei Notre Dame de la Nativité in Gouécké und Lehrer am Noviziat der Soeurs Servantes de Marie Vierge et Mère wurde. Félémou wurde 1995 Pfarrer der Pfarrei Saint Joseph in Yomou. Von 1997 bis 2000 studierte er an der Université Catholique de l’Afrique de l’Ouest (UCAO) in Abidjan, wo er einen Master im Fach Biblische Theologie erwarb. Anschließend setzte Félémou seine Studien an der Päpstlichen Fakultät Teresianum in Rom fort, wo er 2004 zum Doktor der Theologie promoviert wurde. Zudem belegte er am Päpstlichen Athenaeum Sant’Anselmo Kurse im Fach Liturgiewissenschaft. Nach der Rückkehr in seine Heimat wurde Emmanuel Félémou Rektor des Kleinen Seminars Saint Eugène de Samoé und Bischofsvikar für die Ausbildung des Klerus.
Am 5. Januar 2007 ernannte ihn Papst Benedikt XVI. zum Bischof von Kankan. Der Sekretär der Kongregation für die Evangelisierung der Völker, Kurienerzbischof Robert Sarah, spendete ihm am 17. März desselben Jahres in der Kathedrale Notre-Dame des Victoires et de la Paix in Kankan die Bischofsweihe; Mitkonsekratoren waren der Bischof von Nzérékoré, Philippe Kourouma, und der Erzbischof von Conakry, Vincent Coulibaly. Von Januar 2013 bis 11. Mai 2018 war Félémou zudem Vorsitzender der Bischofskonferenz von Guinea.
Emmanuel Félémou starb im März 2021 an den Folgen von COVID-19.